# Camponotus maritimus
Camponotus maritimus é uma espécie de inseto do gênero Camponotus, pertencente à família Formicidae.